# Orlan (traje espacial)

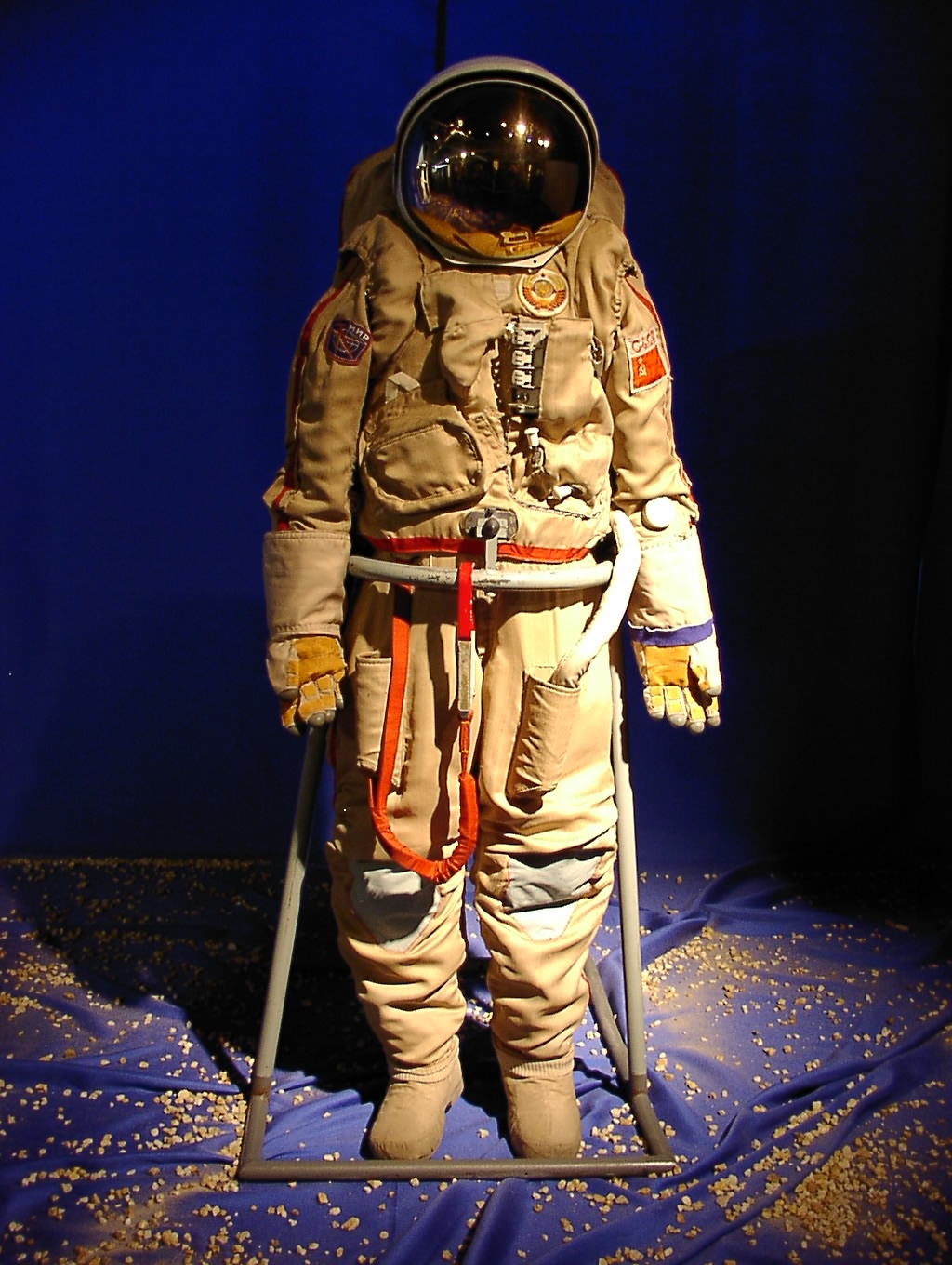
O Orlan exposto numa feira espacial na Alemanha..

Orlan (em russo: Орлан) é uma série de modelos de trajes espaciais semirrígidos russos, fabricados pela empresa NPP Zvezda. São chamados de semirrígidos por possuírem o torso e o capacete rígidos, com os braços flexíveis. Eles foram usados para atividades extraveiculares - 'as caminhadas espaciais' -  pelo programa espacial soviético e seu sucessor russo, pelo programa espacial chinês, por astronautas da NASA e por agências espaciais de outras nações.

## Desenho
Os trajes Orlan, criados nos anos 1970, tem uma série de modelos, aperfeiçoados através dos tempos. Suas designações de tipos para uso espacial incluem as séries D, DM e DMA; as séries GN, T e V são usados para treinamento em Terra.
O traje original, com um tempo de operação de 2h e 30m, foi confeccionado para uso na Lua, como parte do programa lunar soviético, mas foi logo abandonado em favor de modelos com maior tempo útil de operação, o D, que tinha três horas de capacidade de operação e seu sucessor, o M, expandida para nove horas. Ele foi criado com uma entrada pela traseira, o que permite seja vestido rapidamente, em não mais que cinco minutos. Os primeiros trajes eram conectados à espaçonave por um cordão umbilical, que fornecia a força e os terminais de comunicações. A partir do modelo DM, eles passaram a ser autossuficientes.

## História
O primeiro passeio espacial usando um destes trajes foi realizado em 20 de dezembro de 1977, na estação orbital Salyut 6, durante a missão Soyuz 26, testados pelos cosmonautas Yuri Romanenko e Georgi Grechko, que usaram o Orlan-D. O modelo DM foi usado a primeira vez em 2 de agosto de 1985, por Vladimir Dzhanibekov e Viktor Savinykh na Salyut 7. 

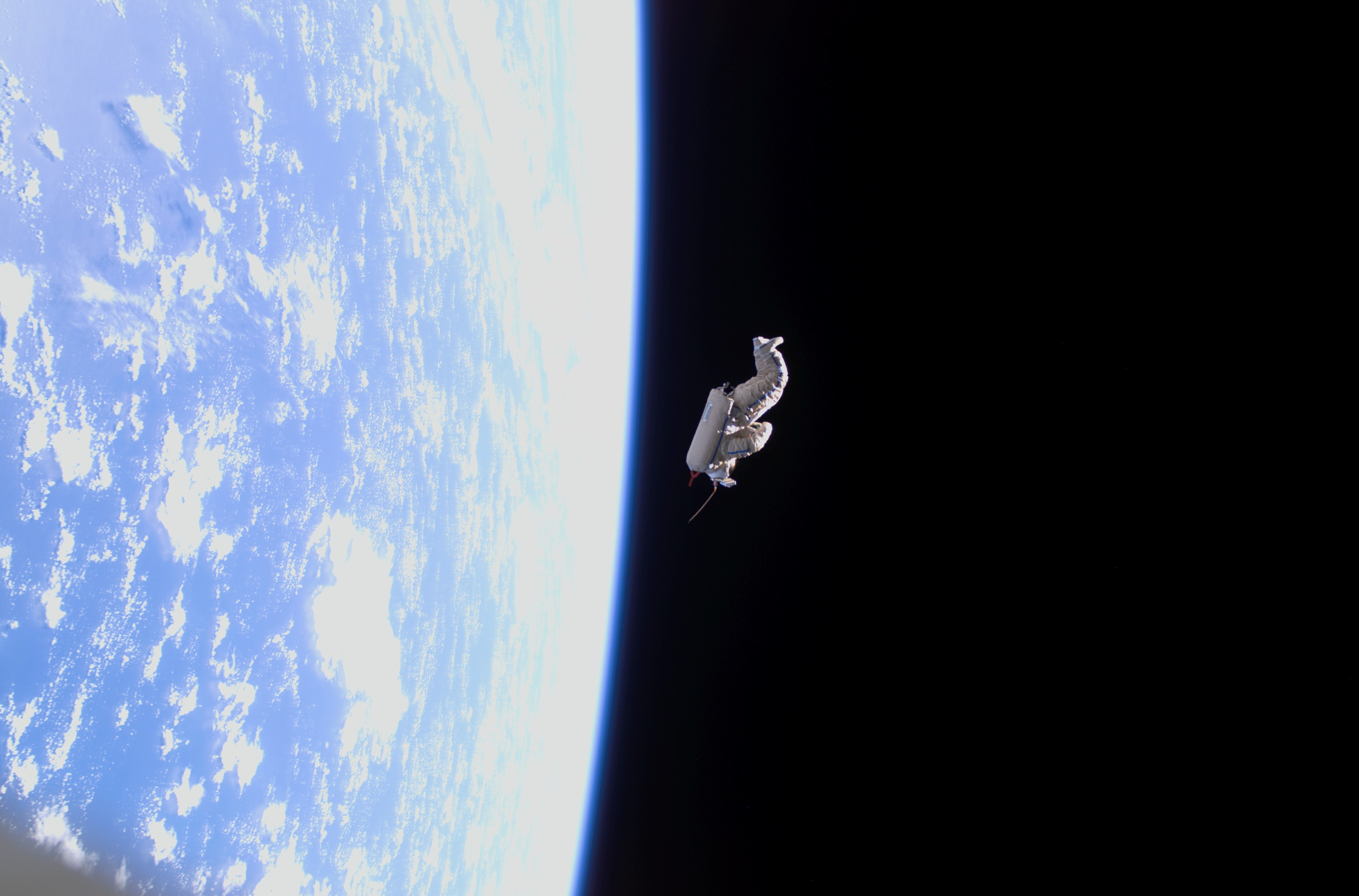
O traje Orlan 'SuiSat' solto em órbita no espaço.

Estes modelos foram usados para as atividades extraveiculares na estação Salyut, mas com a entrada em operação da Mir, foram substituídos pelos modelos DMA e M. O primeiro foi testado pela primeira  vez pelo cosmonauta Musa Manarov, durante estadia na Mir, em novembro de 1988. O modelo M continuou a ser usado de 1997 até o fim da vida operacional da estação em 2001, mas continua sendo usado na Estação Espacial Internacional por cosmonautas e astronautas de todas as nacionalidades.
Em 3 de fevereiro de 2006, um destes trajes, já aposentado, chamado de 'SuitSat', foi solto no espaço a partir da ISS, pelos tripulantes da Expedição 12, com um rádio transmissor, baterias e um sensor interno costurados nele. O transmissor enviou mensagens gravadas com vozes de crianças para radioamadores de todo mundo, nas semanas em que esteve em órbita antes de adentrar a atmosfera e ser desintegrado. 

## Treinamento
Os diversos tipos de trajes Orlan são usados no curso de treinamentos de cosmonautas na Rússia, no Centro de Treinamento de Cosmonautas Yuri Gagarin, na Cidade das Estrelas, próxima a Moscou.
O modelo GN é utilizado para treino de imersão nos tanques de água, o Orlan T para procedimentos nas câmaras de compressão e o Orlan V para treinamento em voos simulados em baixa gravidade.